# Діденко Владислав Віталійович
Владислав Віталійович Діденко ({нар}} 19 вересня 1992, Первомайськ, Харківська область) — український волейболіст, пасувальник (зв'язуючий), гравець чоловічої збірної України та клубу «Епіцентр-Подоляни» з Городка.

## Життєпис
Народився 19 вересня 1992 року в Первомайську, Харківської області..
2011 року підписав перший контракт із «Юракадемією» з Харкова, де провів чотири сезони. 2015 року уклав угоду з львівським клубом «Барком-Кажани», став капітаном команди. У складі «кажанів» виграв чемпіонат України в сезоні 2017/2018, двічі — Кубок України, 2016/2017 — Суперкубок України, де в обіграв гранда українського волейболу Локомотив із Харкова.
Сезон 2018/19 розпочав у команді клубу «Динамо» зі столиці Румунії Бухаресту. Відігравши сезон у Румунії, 27-річний Влад отримав пропозицію з клубу другої французької ліги «Нансі», але покинув команду через проблеми з візою. Звідти перейшов до складу клубу «Югра-Самотлор» із Нижньовартовська (цей вибір гравця критикували в Україні).
2020 року підписав контракт із клубом «Епіцентр-Подоляни».

## Досягнення

### Клубні
Україна 
- Чемпіон України (2): 2017/2018, 2021/22.
- Срібний призер Чемпіонату України (3): 2016/2017, 2020/2021, 2022/2023.
- Бронзовий призер Чемпіонату України (1): 2014/2015.
- Переможець Кубка України (3): 2016/2017, 2017/2018, 2022/2023.
- Фіналіст Кубка України (2): 2014/2015, 2015/2016.
- Переможець Суперкубка України: 2016/2017.
- Фіналіст Суперкубка України: 2017/2018.

Румунія
- Переможець Кубоку Румунії : 2018/2019.

### У збірній
- Срібний призер Євроліги: 2021.

### Індивідуальні
- Найкращий Зв'язуючий Чемпіонату України 2015/2016.
- Найкращий Зв'язуючий Кубка України 2016/2017.
- Найкращий Зв'язуючий Чемпіонату України 2016/2017.
- MVP Чемпіонату України 2017/2018.
- Найкращий Зв'язуючий Кубка України 2017/2018.
- Найкращий Зв'язуючий Євроліга 2019.